# Вілла-Сан-Джованні-ін-Туша
Вілла-Сан-Джованні-ін-Туша (італ. Villa San Giovanni in Tuscia) — муніципалітет в Італії, у регіоні Лаціо,  провінція Вітербо.
Вілла-Сан-Джованні-ін-Туша розташована на відстані близько 60 км на північний захід від Рима, 16 км на південь від Вітербо.
Населення — 1355 осіб (2014).
Щорічний фестиваль відбувається неділі серпня. Покровитель — святий Іван Хреститель.

## Демографія
Населення за роками:

Станом на 1 січня 2023 року в муніципалітеті офіційно проживало 176 іноземців з 21 країни, серед них 108 громадян країн Євросоюзу та 1 громадянин України.

## Сусідні муніципалітети
- Барбарано-Романо
- Блера
- Ветралла